# Constantza Buzdugan
Constantza Buzdugan, născută Constanța Grigoriu, (n. 25 ianuarie 1912, București, România – d. 19 octombrie 1965, Paris, Franța) a fost o sculptoriță română, laureată a Premiului Anastase Simu pentru lucrarea Chinezoaica și autoare a 100 de sculpturi în perioada 1938-1965. Face parte din artiștii exilului românesc din perioada regimului comunist din România.

## Date biografice
Constantza Buzdugan a studiat în Franța la Colegiul de fete de la Bouffémont, lângă Paris, între 1929 și 1930, apoi în Marea Britanie la colegiul Ivy House School. La întoarcerea în țară, a început să studieze sculptura în atelierul lui Constantin Baraschi.
În 1934, s-a căsătorit cu diplomatul român Dimitrie Buzdugan. Imediat după căsătorie, s-au mutat împreună la Londra unde au locuit trei ani. În această perioadă, Constantza a lucrat în propriul său atelier, sub îndrumarea lui Frank Dobson, membru al Royal Academy of Arts. A revenit în țară în 1937 și și-a reluat activitatea în atelierul lui Constantin Baraschi.

### Primele lucrări
Începând cu 1938, a luat parte la numeroase manifestări artistice; și-a prezentat lucrarea Chinezoaica la Salonul oficial de pictură și sculptură de la București, aflat sub egida Ministerului Culturii, prilej cu care a obținut Premiul Anastase Simu. Lucrarea avea să fie reprodusă ulterior, în 1942, în mai multe reviste de artă din Milano. La același Salon, în 1939, a expus portretul Sybille Pantazzi. A prezentat Portret de femeie (creat la Londra) și Primăvara la o expoziție în saloanele Ateneului Român din București.

### Activitatea artistică în Italia
În 1939 a plecat la Roma, unde a lucrat alături de sculptorul Michele Paszyn și apoi de Ivan Meštrović. Lucrările sale, Bagnanti, Statuie decorativă și Alexandru copil, au fost completate de cele care au alcătuit prima expoziție a artistei la Roma, intitulată Pax, după titlul lucrării cu același nume. În 1942, a organizat două expoziții personale la Galleria Roma din Roma și la Galleria del Duomo din Milano.

### Înapoi în România
În 1944, s-a reîntors în țară și a aderat la Uniunea Artiștilor Plastici, iar anul următor a expus Nud și Tors de bărbat la Salonul oficial de pictură și sculptură al Fundației Dalles. În 1947, a expus la Galeria Djaburov din București macheta proiectului ornamental Cavoul Familiei Grigoriu-Buzdugan. A devenit membru cu drepturi depline la Uniunea Artiștilor Plastici din România, secția de sculptură, în 1951. Un bust Leonardo da Vinci, comandat de Primăria Municipiului București în 1953, se află în Parcul Herăstrău din București.
La Expoziția Anuală de Stat din 1954 a prezentat Cap de fată Ludmila și un Bust Vasile Voiculescu. De asemenea, artista a realizat două Busturi George Enescu pentru Institutul Român pentru Relațiile Culturale cu Străinătatea (IRRCS) și pentru Filarmonica de Stat din București. În 1956, un Bust Anca la 18 ani și Cosașul au fost prezentate la Expoziția Anuală de Stat, bust care se regăsește în depozitul Muzeului de Artă din Constanța. IRRCS i-a cumpărat mai multe lucrări, printre care Pacea și Cap de fată, această ultimă lucrare, împreună cu Cap monumental Nicolae Titulescu și Maternitate, aflându-se în depozitul Muzeului Național de Artă al României.

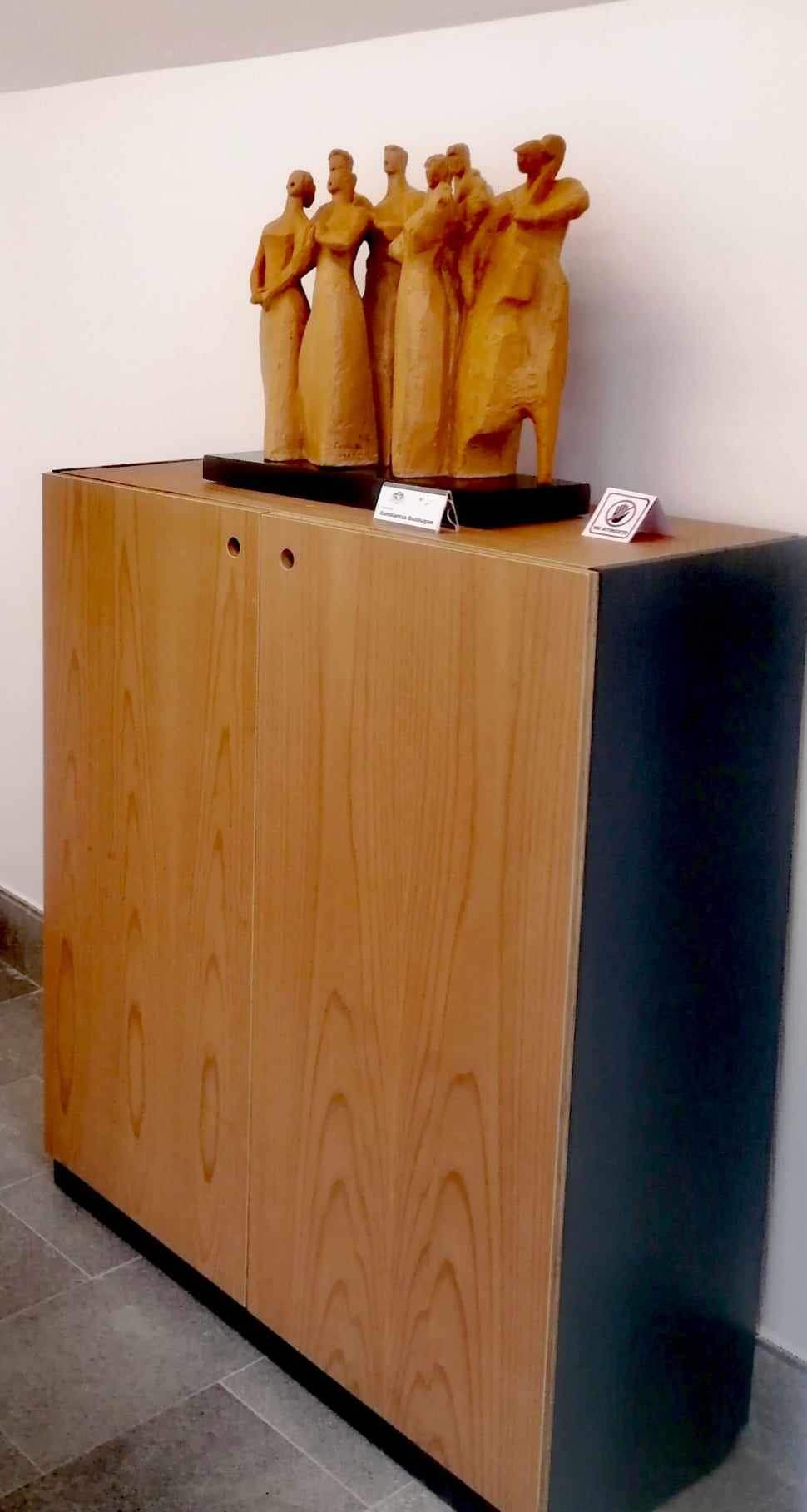
Fragment din expoziția Constantza Buzdugan aflată la Muzeul Cărții și Exilului Românesc

## Opere
- Două păsări
- Două păsări față în față
- Pasăre în cădere
- rei dansatoare
- ors de femeie
- Primăvara
- Drama
- Poezia
- Chinezoaica
- Privind marea
- Cap de fată stilizat
- Geneza I, II, III
- Orfeu

Mare parte din operele Constantzei Buzdugan, realizate în perioada cât a locuit în Italia, s-au pierdut în contextul celui de-al Doilea Război Mondial și al desființării Academiei di Romania din Roma în 1947. Familia sa păstrează mai multe statuete și alte lucrări semnate Constantza Buzdugan, iar o parte din creația sa a fost donată Muzeului Cărții și Exilului Românesc în 2018, alături de mărturii scrise ale artistei despre viața din exil, fotografii și documente personale.
Statuile sculptate în lut în atelierele Pangratti, Drama și Poezia, propuse la Concursul Național din 1958 au fost comandate de Ministerul Culturii. Drama a fost instalată pe frontispiciul Operei din București, unde se află și astăzi. Portretul capul Constantin Brâncuși a fost apreciat la Expoziția Interregională din 1962 și la Expoziția Anuală de Stat din 1963, ambele organizate la București. Rezerva Muzeului Național de Artă al României păstrează un exemplar al lucrării. Apoi, în 1967, un exemplar a fost cumpărat de Ministerul Afacerilor Culturale al Franței, acesta se află la Muzeul Național de Artă Modernă – Centre Pompidou din Paris, de asemenea, ultimul exemplar aparține colecției familiei artistei. Ultima sa lucrare, Orfeu, a fost terminată în 1965, anul în care s-a stabilit definitiv în Franța, dar și anul morții sale.

## Premii
În 1938 i-a fost decernat Premiul Anastase Simu pentru lucrarea Chinezoaica. Au urmat o mențiune la Concursul Național din anul 1949 pentru macheta centenarului nașterii lui Mihai Eminescu și premiul al doilea la Concursul Național din anul 1955 cu macheta pentru Monumentul George Enescu.
Constantza Buzdugan a fost laureată a Concursului Național din anul 1957 cu macheta pentru Monumentul 1907 și a Concursului Național pentru decorarea litoralului românesc al Mării Negre din anul 1964, cu lucrarea Privind Marea, prezentată în cadrul Expoziției „20 de ani de la Eliberare”.